# Lianne Nelson
Lianne Nelson, född den 15 juni 1972 i Houston, Texas, är en amerikansk roddare.
Hon tog OS-silver i åtta med styrman i samband med de olympiska roddtävlingarna 2004 i Aten.